# Los Saicos
Los Saicos war eine peruanische Garagenrockband, gegründet 1964 in Lima von vier jungen Amateurmusikern: Erwin Flores (Gitarre und Gesang), Rolando „El Chino“ Carpio (Sologitarre), César „Papi“ Castrillón (Bass) und Pancho Guevara (Schlagzeug). Sie waren eine einflussreiche lateinamerikanische Rockband der 1960er Jahre. 1965 und 1966 erschienen sechs Singles. Alle Titel waren Eigenkompositionen von Erwin Flores und Rolando Carpio. Bis auf eine gaben sie alle Singles beim kleinen Label „Dis Perú“ heraus.
Ihre Hymne „Demolición“ war seinerzeit einer der größten Radiohits in Peru. Im Jahr 2018 veröffentlichte die Band Rabia Sorda ein Cover auf dem Album The World Ends Today.
1965 hatten Los Saicos eine eigene Fernsehsendung.
1966 löste sich die Gruppe auf.
Rolando Carpio starb im Frühjahr 2005, zwei „Saicos“ wanderten in die USA aus, und Schlagzeuger Pancho Guevara blieb bis zu seinem Tod im Dezember 2015 in Lima.

## Diskografie

### Singles
- Come On / Ana (1965) – Dis Perú
- Demolición / Lonely Star (1965) – Dis Perú
- Camisa de fuerza / Cementerio (1965) – Dis Perú
- Te Amo / Fugitivo de Alcatraz (1965) – Dis Perú
- Salvaje / El Entierro de Los Gatos (1965) – Dis Perú
- Besando a Otra / Intensamente (1966) – El Virrey
- El Mercenario / Un poquito de pena (1969) – Dinsa

### Alben
- Wild Teen Punk from Perú 1965 (1999) – Nicht offizielle Ausgabe von  Electro Harmonix
- Saicos (2006) – Official album edited by Repsychled Records
- ¡Demolición! – The Complete Recordings (2010) – Singles compilation [Box Set] von Munster Records.